# Destruction d'un Iliouchine Il-20 russe par la Syrie en 2018
Guerre civile syrienne
Batailles
Confrontations israélo-syriennes pendant la guerre civile syrienne
- Tiyas (10 février 2018)
- Tiyas (9 avril 2018)
- Lattaquié (17 septembre 2018)
- Deir ez-Zor (13 janvier 2021)
- Consulat iranien de Damas (1er avril 2024)

L'incident aérien du 17 septembre 2018 en Syrie est un événement survenu lors d'une opération de l'armée de l'air israélienne en Syrie, entre les différentes forces militaires en présence. Il a entraîné la destruction d'un avion militaire russe et la mort des 15 membres d'équipage, entachant les relations entre Jérusalem et Moscou.

## Contexte
Les forces armées israéliennes interviennent à de nombreuses reprises pendant la guerre civile syrienne, pour viser des convois d'armes destinés à la milice chiite libanaise, le Hezbollah, ainsi que les bases abritant les forces armées du Corps des Gardiens de la révolution islamique.
Plus de 200 frappes ont été réalisées en 18 mois par la Force aérienne et spatiale israélienne.
De plus, la Russie intervient militairement depuis 2015 pour soutenir le régime de Bachar el-Assad.

## Incident du 17 septembre

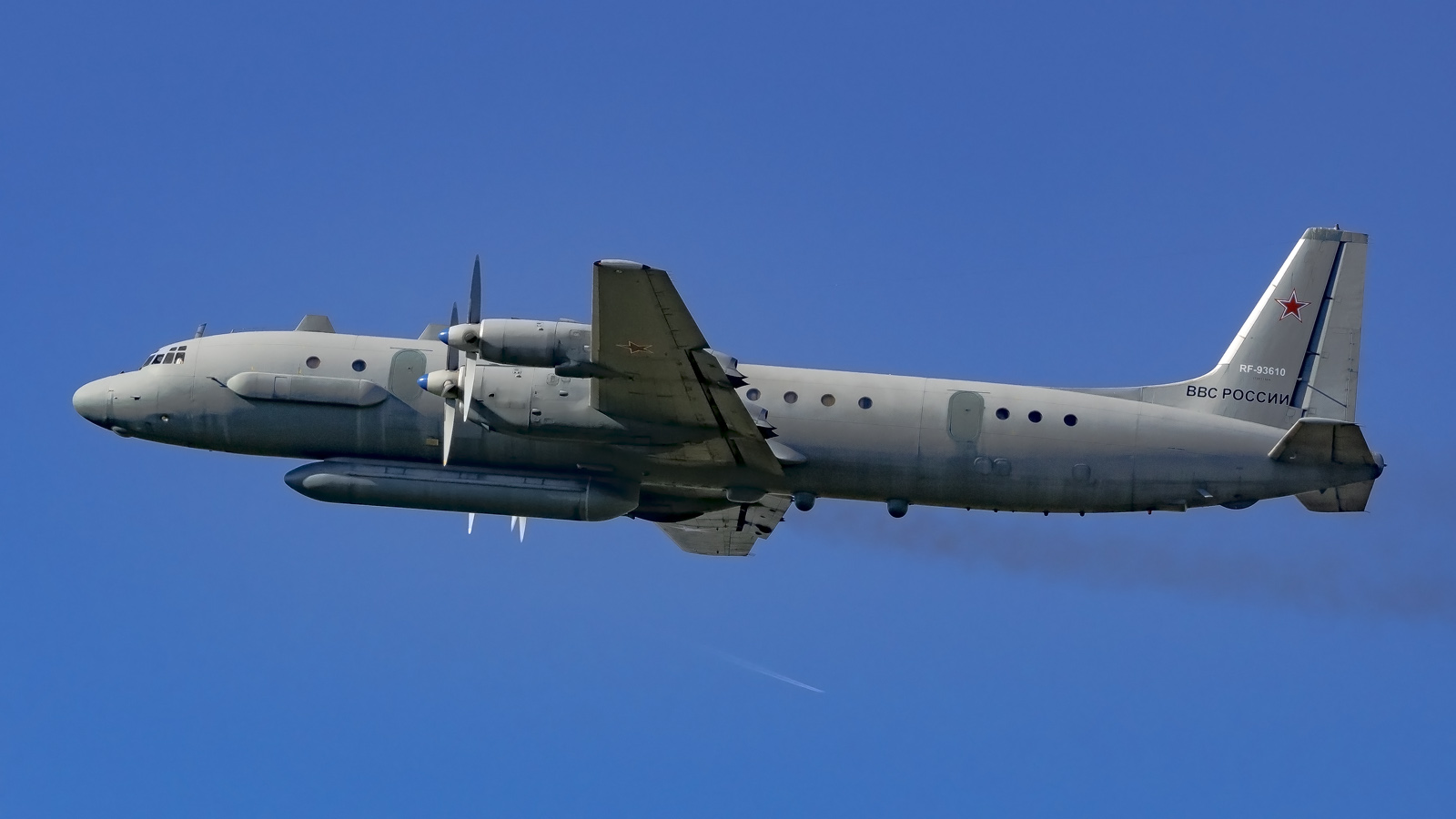
RF-93610 IL20M Russian Air Force UUMB

Le soir du 17 septembre, quatre F-16 israéliens bombardent un dépôt de munitions de l'Institut des industries techniques, dans la périphérie de Lattaquié, où selon l'armée israélienne « des armes létales de précision étaient sur le point d’être transférées au nom de l’Iran au Hezbollah au Liban »,. Selon l'Observatoire syrien des droits de l'homme (OSDH), deux soldats syriens sont tués et dix autres sont blessés, dont sept Syriens et trois de nationalité inconnue,. La défense aérienne syrienne, équipée de S-200, fait feu nourri et abat d'un tir ami un avion Iliouchine Il-20 russe, en vol de reconnaissance. Les quinze membres d'équipage sont tués.

## Réactions internationales

### Russie
La Russie accuse tout d'abord la France, car une frégate française était présente non loin de là, avant de se raviser. Elle déclare ensuite tenir Israël comme seule responsable, indiquant n'avoir été prévenue par Tel Aviv qu'« une minute avant le début des frappes » et accusant les appareils israéliens de s'être camouflés dans le signal radar de l'avion de reconnaissance russe, le mettant ainsi délibérément en danger. Igor Konachenkov, le porte-parole du ministère de la Défense de la fédération de Russie déclare alors : « nous considérons hostiles ces provocations de la part d'Israël et nous nous réservons le droit de répondre de manière adéquate ».
Puis Vladimir Poutine adopte un ton plus conciliant que celui employé dans les premières réactions officielles, en évoquant « un enchaînement de hasards tragiques ».
Le 24 septembre, la Russie annonce qu'elle va désormais brouiller les communications de tout avion voulant frapper la Syrie depuis la mer Méditerranée. Moscou décide également de renforcer la défense aérienne syrienne en annonçant la livraison en octobre de batteries antiaériennes S-300,.

### Israël
Israël reconnait son implication dans les bombardements à Lattaquié, et exprime sa « tristesse » pour la mort des militaires russes, mais dément fermement s'être servi de l'appareil russe comme couverture pour échapper aux tirs syriens et affirme tenir « le régime d'Assad, […] pour entièrement responsable de ces incidents ».

### Autres réactions
Alors que dans un premier temps les Russes accusaient la France, Paris dément toute implication de sa frégate Auvergne dans une quelconque frappe en Syrie.